# 滕斯貝格主教座堂
滕斯貝格大教堂（Tønsberg Domkirke）是位於挪威城市滕斯貝格的一座教堂。滕斯貝格大教堂是信義宗挪威教會的大教堂。這裡最早的教堂修建於12世紀。現在的大教堂修建於1948年。教堂可以容納550人。